# Mała Wieś (powiat wielicki)
Mała Wieś – wieś w Polsce, położona w województwie małopolskim, w powiecie wielickim, w gminie Wieliczka.
W latach 1975–1998 miejscowość administracyjnie należała do województwa krakowskiego.

## Komunikacja
- Dzięki korzystnemu położeniu z Małej Wsi można szybko dotrzeć do centrum Krakowa. Odcinek ten można pokonać samochodem w przeciągu 20 minut lub autobusem w czasie 40 minut.
- Do miasta powiatowego – Wieliczki można dostać się publiczną linią busów.
- Na wschód od Małej Wsi znajdują się Niepołomice. Również z tym miastem istnieje połączenie – prywatna linia busów. Można się tam dostać w 15 min.